# Igor Narskij
Igor’ Sergejevič Narskij (rusky И́горь Серге́евич На́рский; 18. listopadu 1920 v Moršansku – 7. srpna 1993 v Moskvě) byl sovětský historik filozofie, vysokoškolský pedagog, doktor filosofických věd, profesor, držitel čestného titulu "Zasloužilý vědec RSFSR".

## Životopis
V roce 1939 nastoupil do Moskevského Ústavu filozofie, literatury a historie. Během Velké vlastenecké války sloužil v Rudé armádě. V roce 1948 absolvoval filosofickou fakultu Lomonosovovy univerzity, kde v roce 1962 získal profesuru a pracoval až do roku 1971. V letech 1974-1980 byl vědeckým pracovníkem Filozofického ústavu Akademie věd SSSR.

## Publikace
Podílel se na šestisvazkových Dějinách filosofie za redakce Michaila Dynnika, které vyšly v SSSR v letech 1957–1965 a byly přeloženy do češtiny.
- Диалектическое противоречие и логика познания. М., 1969.
- Современная буржуазная философия Archivováno 26. 1. 2021 na Wayback Machine.. — Москва : Изд-во Моск. ун-та, 1972. — 651 с. (Учебное пособие под ред. А. С. Богомолова, Ю. К. Мельвиля, И. С. Нарского)
Буржуазная философия кануна и начала империализма Archivováno 22. 11. 2021 na Wayback Machine.. — М., 1977. Учебник под ред. А. С. Богомолова, Ю. К. Мельвиля, И. С. Нарского.
Современная буржуазная философия. — М., 1978. Учебник под ред. А. С. Богомолова, Ю. К. Мельвиля, И. С. Нарского.

Překlady do češtiny
- NARSKIJ, Igor’. Dialektický rozpor a logika poznání. Překlad : Božena Sodomková. 1. vyd. Praha: Svoboda, 1972. 221 s.
- NARSKIJ, I. S. Polští myslitelé konce XVIII. století a první poloviny XIX. století. In: JOVČUK, M. T.; OJZERMAN, T. I.; ŠČIPANOV, I. J. Dějiny filosofie. 2., přepracované vyd. Praha: Svoboda, 1976. S. 363–367.
- NARSKIJ, Igor. Adornova negativní filosofie. In: BESSONOV, B. N.; NARSKIJ, I. S.; JAKOVLEV, M. V. Sociální filozofie frankfurtské školy (Kritické studie). Praha: Svoboda, 1977. Kapitola 3, s. 79–117.
- Současná buržoazní filozofie (původním názvem: Современная буржуазная философия, Sovremennaja buržuaznaja filosofija). Redakce : Aleksej Bogomolov, Jurij Melvil, Igor Narskij; překlad : Milena Manová. 1. vyd. Praha: Svoboda, 1978. 588 s. (Vyd. ve spolupráci s nakl. Progress v Moskvě). Kritická studie sovětských filozofů analyzuje hlavní směry buržoazní filozofie v posledním století. Pojednává o novokantovství, o charakteristických rysech pozitivismu konce 19. a začátku 20. století, o absolutním idealismu, pragmatismu, novopozitivismu, vzniku, ideově teoretických základech a filozofické podstatě existencialismu, fenomenologii, novotomismu aj.